# 韦尔特山
韦尔特山（法語：Aiguille Verte；法語發音：[eɡɥij vɛʁt]；4,122米（13,524英尺））是法国阿尔卑斯山勃朗峰山脉的一座山。
第一次攀登于1865年6月29日由爱德华·温珀、克里斯蒂安·奥尔默和Franz Biner在决定性的攀登马特洪峰前两周完成。 温珀因他的导游米歇尔·克罗不得不等待勃朗峰霞慕尼的另一位客户，而无法与他一起攀登。结果温珀聘请克里斯蒂安·奥尔默作为导游，他曾于1854年和阿尔弗雷德·威尔斯一起登上韦特峰。温珀描述了他的攀登过程：
在小沟的顶部，我们穿过介入的岩石来到大岩石。最后冰代替了雪，我们转向左边的岩石。迷人的岩石：花岗岩和砂砾质地可以很好的固定住钉子。9：45时，我们与他们分开，并通过沿着Aiguille du Moine方向下降的一小块积雪完成了攀登。10：15是，我们站在了顶峰（13, 541英尺），并以极好的胃口吃掉了我们的面包和奶酪。
第二次攀登由查尔斯·哈德森、T. S.肯尼迪和米歇尔·克罗通过Moine山脊完成。第一次Arête Sans攀登由尼古拉斯·耶格于1972年完成。

## 事故
攀登韦尔特山发生过多起死亡或失踪事故。1982年3月1日失踪的法国登山者Patrice Hyvert的尸体于2014年7月9日被发现。

## 图集

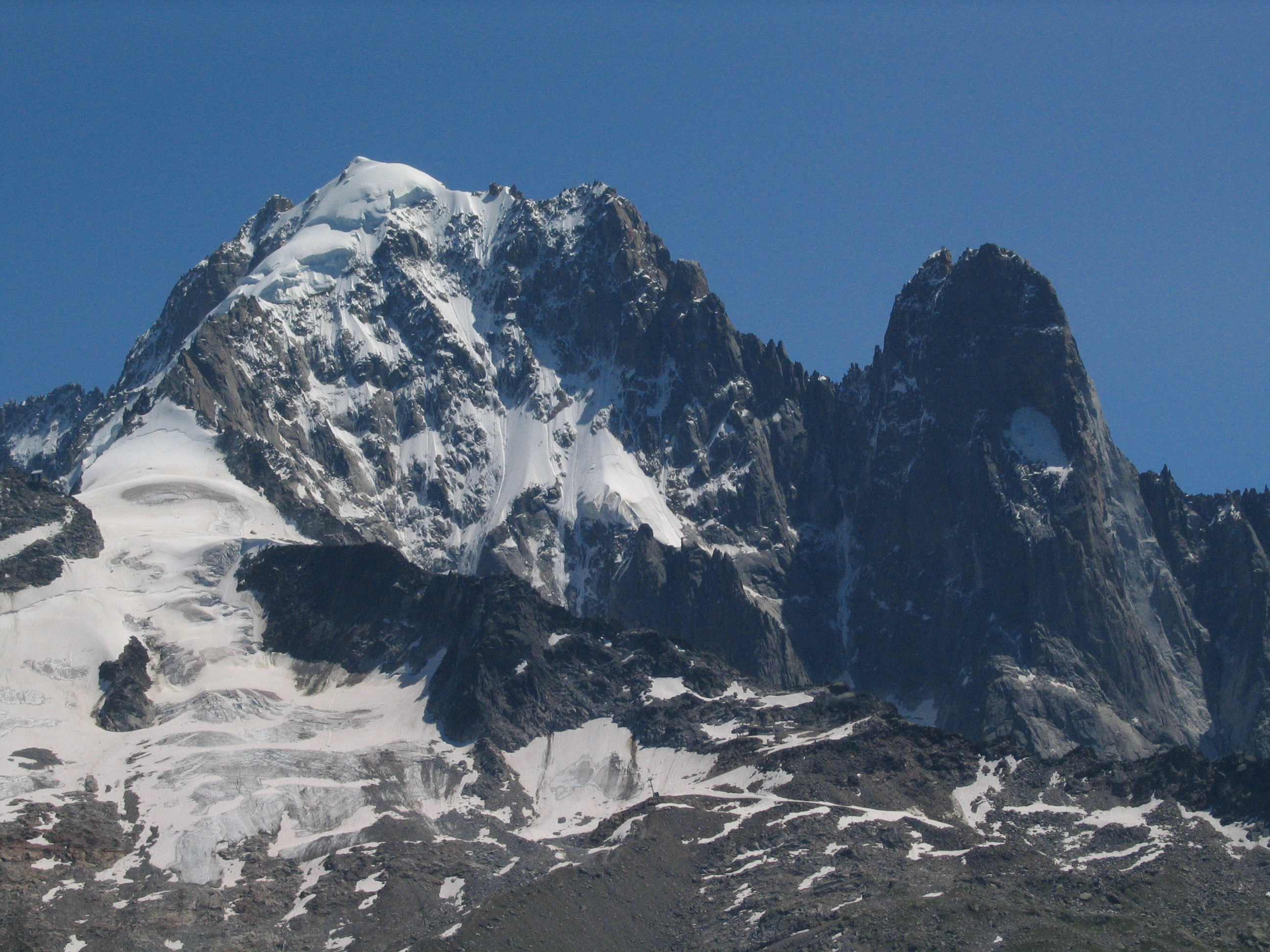
从Montagne de la Flégère上看到的韦尔特山
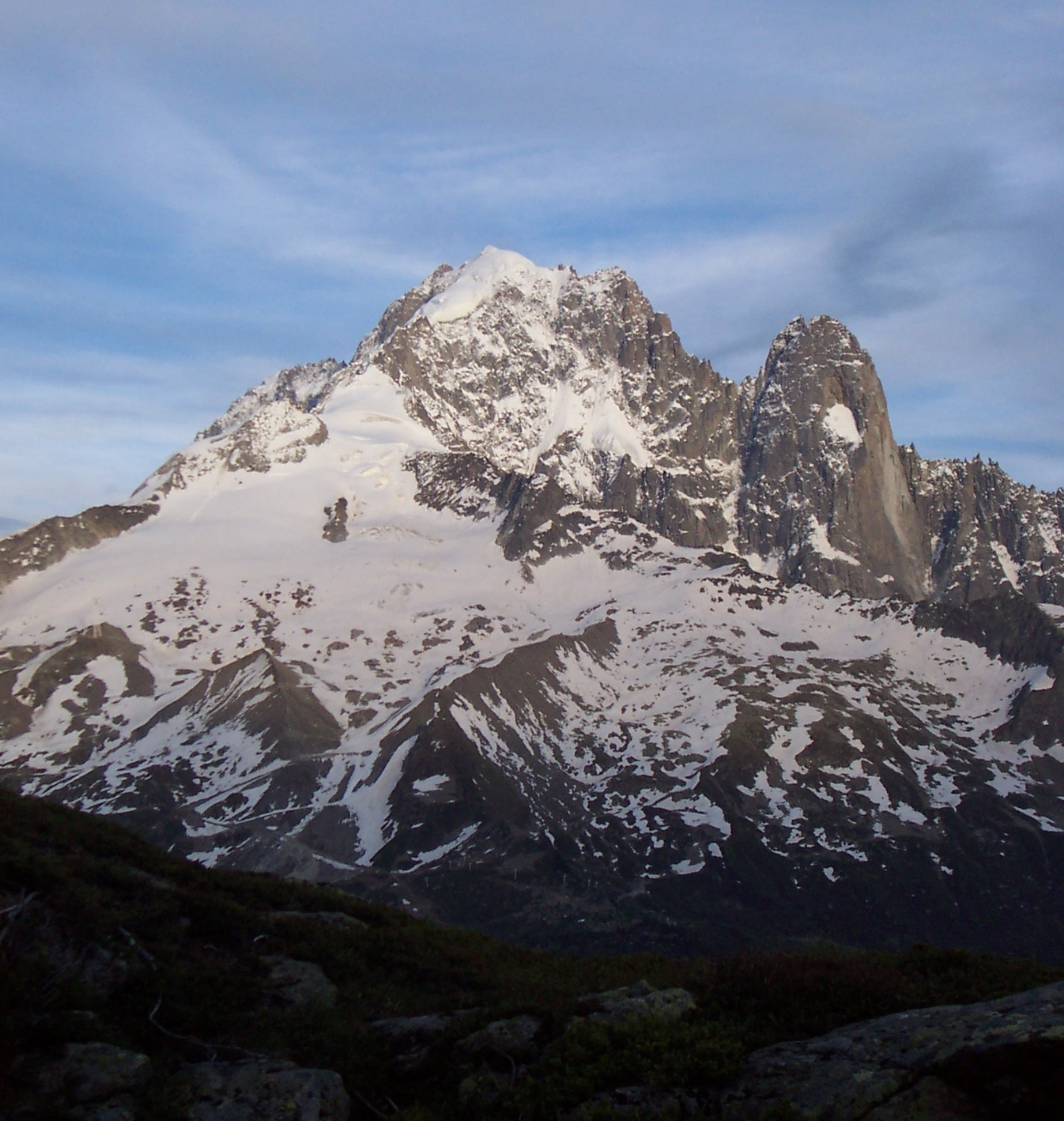
从Aiguilles Rouges上看到的韦尔特山（中）和Aiguille du Dru（英语：Aiguille du Dru）（右）
韦尔特山北面，Couturier和Cordier couloirs标记